# ویللاباتی
ویللاباتی (به ایتالیایی: Villabate) یک کومونه در ایتالیا است که در استان پالرمو واقع شده‌است.

## خصوصیات
ویللاباتی ۳٫۸ کیلومترمربع مساحت و ۱۹٬۴۴۱ نفر جمعیت دارد و ۴۷ متر بالاتر از سطح دریا واقع شده‌است.

## خواهرخوانده
شهر زابار خواهرخواندهٔ ویللاباتی هست.